# Aechmea gamosepala
Espèce
Classification phylogénétique
Synonymes
- Ortgiesia gamosepala (Wittm.) L.B.Sm. & W.J.Kress

Aechmea gamosepala est une espèce de plantes de la famille des Bromeliaceae, endémique du Brésil.

## Synonymes
- Ortgiesia gamosepala (Wittm.) L.B.Sm. & W.J.Kress[1].

## Distribution
L'espèce est endémique des régions du sud et du sud-est du Brésil.

## Description
L'espèce est épiphyte.